# Autostrada D2 (Słowacja)
Autostrada D2 (słow. diaľnica D2) – autostrada w zachodniej Słowacji, będąca fragmentem międzynarodowego szlaku E65. Powstała za czasów Czechosłowacji w latach 1969-1979 jako jedna autostrada D2 o całkowitej długości 141 km. Obecnie 80,5 km tej drogi należy do Słowacji a 61 km do Czech.
Zaczyna się na dawnym przejściu granicznym Brodské – Brzecław na granicy słowacko-czeskiej, gdzie łączy się z czeską autostradą D2. Biegnie na południe przez Malacky do Bratysławy, gdzie kończy się na dawnym przejściu granicznym Bratislava-Čuňovo - Rajka na granicy z Węgrami. Tam łączy z węgierską autostradą M15.
24 czerwca 2007 oddano do użytku odcinek Lamačská cesta - Staré grunty wraz z tunelem Sitina w granicach Bratysławy. Tym samym dokończono budowę autostrady.

## Odcinki
Autostrada jest w pełni ukończona a jej długość wynosi 80,5 km. 
| Odcinek                                        | Długość | Lata budowy |
| ---------------------------------------------- | ------- | ----------- |
| Brodské, granica CZ/SK – Čunovo, granica SK/HU | 80,5 km | 1969 – 2007 |